# Атаманова, Агафья Харлампиевна
Агафья Харлампиевна Атаманова (19 апреля 1921, село Богатырь, Гришинский уезд, Донецкая губерния, Украинская ССР — 17 мая 2009, село Богатырь, Великоновосёлковский район, Донецкая область, Украина) — звеньевая колхоза «Красный богатырь» Больше-Новосёлковского района Сталинской области, Украинская ССР. Герой Социалистического Труда (1948).

## Биография
Родилась в 1921 году в крестьянской семье в селе Богатырь Гришинского уезда (сегодня — Великоновосёлковский район). После окончания местной школы с 1930-х годов трудилась в колхозе «Красный богатырь», председателем которого был Михаил Сергеевич Тамаш. После освобождения от немецкой оккупации с осени 1943 года восстанавливала разрушенное колхозное хозяйство. В послевоенные годы возглавляла полеводческое звено.
В 1947 году звено под её руководством вырастило в среднем с каждого гектара по 31,54 центнера пшеницы на участке площадью 20,2 гектара. Указом Президиума Верховного Совета СССР от 10 мая 1948 года удостоена звания Героя Социалистического Труда за «получение высоких урожаев пшеницы в 1947 году» с вручением ордена Ленина и золотой медали «Серп и Молот» (№ 1998).
Этим же Указом званием Героя Социалистического Труда были награждены председатель колхоза Михаил Сергеевич Тамаш и звеньевая Ирина Николаевна Тимощенко.
За выдающиеся трудовые достижения по итогам работы в 1948 году была награждена вторым Орденом Ленина.
После выхода на пенсию проживала в родном селе Богатырь. С 1976 года — персональный пенсионер союзного значения. Умерла в мае 2009 года.
Награды
- Герой Социалистического Труда
- Орден Ленина — дважды (1948; 26.03.1943)